# Wendy Raquel Robinson
Wendy Raquel Robinson (nacida el 25 de julio de 1967) es una actriz estadounidense. Robison es conocida por su papel como la directora de instituto Regina "Piggy" Grier en la sitcom de The WB The Steve Harvey Show (1996-2002), y como la agente deportiva Tasha Mack en la sitcom de la The CW The Game (2006-15).

## Vida y carrera
Robinson nació en Los Ángeles. Asistió a la Universidad Howard donde se graduó cum laude con un Grado en drama. Hizo su debut interpretativo en 1993 en un episodio de Martin. Ese mismo año, apareció como invitada en episodios de Thea y The Sinbad Show. De 1995 a 1996, Robinson coprotagonizó un sitcom de corta duración de la NBC Minor Adjustments, protagonizado por Rondell Sheridan. El siguiente año, consiguió el papel de Regina "Piggy" Grier en el sitcom de la The WB The Steve Harvey Show el cual se emitió durante seis temporadas. Después de que la serie terminase en 2002, apareció en la serie de sketches de comediaCedric the Entertainer Presents. Robinson también ha aparecido en The Parkers, All of Us, y The New Adventures of Old Christine. Robinson también ha aparecidos en películas incluyendo The Walking Dead, seguido por papeles en  A Thin Line Between Love and Hate (1996), Ringmaster (1998), Two Can Play That Game (2001), y Rebound (2005). En 2005, interpretó a Miss California en la película Miss Congeniality.
En 2006, Robinson comenzó a interpretar el papel de Tasha Mack, en la comedia The Game. Después de tres temporadas, la serie fue cancelada por The CW en mayo de 2008. The Game regresó a antena para una cuarta temporada el 11 de enero de 2011. También apareció en Shonda Rhimes' Grey's Anatomy en 2010. En 2014, fue Cruella de Vil en la película de Disney Descendants.

## Filantropía
En 1996, Robinson cofundó el Amazing Grace Conservatory, una escuela que predominantemente enseña a niños de 8 a 18 años que provienen de entornos socioeconómicos desventajosos en los campos de las artes y de los medios de comunicación. Robinson ha trabajado como Directora Ejecutiva desde entonces. La escuela ha provisto un entorno seguro y ha entrenado a miles de jóvenes. Algunos de sus más notables miembros son: Rhyon Nicole Brown, Elle Varner, y Selena Thurmond (corresponsal de Disney).

## Filmografía

### Cine
| Año  | Título                             | Papel                         | Notas        |
| ---- | ---------------------------------- | ----------------------------- | ------------ |
| 1994 | M.A.N.T.I.S.                       | Hawkins' Assistant            | Telefilme    |
| 1995 | The Walking Dead                   | Celeste                       |              |
| 1996 | A Thin Line Between Love and Hate  | Gwen                          |              |
| 1998 | Ringmaster                         | Starletta                     |              |
| 2000 | Miss Congeniality                  | Leslie Davis, Miss California |              |
| 2001 | Two Can Play That Game             | Karen                         |              |
| 2003 | With or Without You                | Serena                        |              |
| 2003 | Mind Games                         | Natalie, la peluquera         |              |
| 2004 | Reflections: A Story of Redemption | Maya                          | Cortometraje |
| 2005 | Squirrel Man                       | Sonya Wendell                 | Cortometraje |
| 2005 | Rebound                            | Jeanie Ellis                  |              |
| 2006 | Something New                      | Cheryl                        |              |
| 2008 | Peaches                            | Peaches                       |              |
| 2009 | Contradictions of the Heart        | Kim                           |              |
| 2010 | When the Lights Go Out             | Sheila                        |              |
| 2011 | He's Mine Not Yours                | Sophia                        |              |
| 2011 | 35 and Ticking                     | Callise                       |              |
| 2014 | Revival!                           |                               |              |
| 2015 | Descendants                        | Cruella de Vil                | Telefilme    |
| 2015 | Chasing Yesterday                  | Susan                         |              |
| 2015 | Mysterious Ways                    | Marilyn                       |              |
| 2016 | A Weekend with the Family          | Nip Stankershet               |              |
| 2016 | Grandma's House                    | Cynthia                       |              |

### Televisión
| Año       | Título                              | Papel                  | Notas                                |
| --------- | ----------------------------------- | ---------------------- | ------------------------------------ |
| 1993      | Martin                              | Vanessa Tucker         | 1 episodio                           |
| 1993      | The Sinbad Show                     | Yvette                 | 1 episodio                           |
| 1993      | Thea                                | Patrice Washington     | 1 episodio                           |
| 1994      | Dream On                            | Tiffany                | 1 episodio                           |
| 1994      | Me and the Boys                     | Amelia                 | 1 episodio                           |
| 1994      | Sisters                             | Mannequin #2           | 1 episodio                           |
| 1995      | The Watcher                         | 1 episodio             |                                      |
| 1995      | Vanishing Son                       | Linda                  | 1 episodio                           |
| 1995–96   | Minor Adjustments                   | Rachel Aims            | Regular, 20 episodios                |
| 1996      | NYPD Blue                           | Lucy Kinley            | 2 episodios                          |
| 1996–2002 | The Steve Harvey Show               | Directora Regina Grier | Regular, 122 episodios               |
| 1998      | Getting Personal                    | Kaylene                | 3 episodios                          |
| 2000–2002 | Baby Blues                          | Josie (Voz)            | 2 episodios                          |
| 2002      | A Baby Blues Christmas Special      | Josie/Madge (Voz)      | Película para televisión             |
| 2002      | Yes, Dear                           | Andrea                 | 1 episodio                           |
| 2002      | Cedric the Entertainer Presents     | Varios personajes      | Regular, 18 episodios                |
| 2002      | The Proud Family                    | Leslie Parker (voz)    | 1 episodio                           |
| 2003      | The Parkers                         | Dr. Shepherd           | 1 episodio                           |
| 2004–2005 | All of Us                           | Sarah Willis           | 3 episodios                          |
| 2005–2010 | The Boondocks                       | Tanisha Simmons (Voz)  |                                      |
| 2006      | The New Adventures of Old Christine | Anita                  | 1 episodio                           |
| 2006      | Girlfriends                         | Tasha                  | 1 episodio                           |
| 2006–2015 | The Game                            | Tasha Mack             | Regular, 143 episodios               |
| 2007      | Family Guy                          | Voz                    | 1 episodio                           |
| 2010      | Grey's Anatomy                      | Oficial Gina Thompson  | Episodio: "Sympathy for the Parents" |
| 2016      | Here We Go Again                    | Loretta Walker         | Regular                              |

## Premios y nominaciones
| Año  | Premio             | Resultado | Categoría                             | Serie                           |
| ---- | ------------------ | --------- | ------------------------------------- | ------------------------------- |
| 2000 | NAACP Image Awards | Nominada  | Actriz de reparto en serie de comedia | The Steve Harvey Show           |
| 2001 | NAACP Image Awards | Nominada  | Actriz de reparto en serie de comedia | The Steve Harvey Show           |
| 2002 | NAACP Image Awards | Nominada  | Actriz de reparto en serie de comedia | The Steve Harvey Show           |
| 2003 | NAACP Image Awards | Nominada  | Actriz de reparto en serie de comedia | Cedric the Entertainer Presents |
| 2008 | NAACP Image Awards | Nominada  | Actriz de reparto en serie de comedia | The Game                        |
| 2009 | NAACP Image Awards | Nominada  | Actriz de reparto en serie de comedia | The Game                        |
| 2010 | NAACP Image Awards | Nominada  | Actriz de reparto en serie de comedia | The Game                        |
| 2012 | NAACP Image Awards | Nominada  | Actriz en serie de comedia            | The Game                        |
| 2013 | NAACP Image Awards | Nominada  | Actriz en serie de comedia            | The Game                        |
| 2014 | NAACP Image Awards | Ganadora  | Actriz en serie de comedia            | The Game                        |
| 2015 | NAACP Image Awards | Nominada  | Actriz en serie de comedia            | The Game                        |